# Bivallum panamense
Bivallum panamense är en svampart som beskrevs av C.L. Hou & M. Piepenbr. 2009. Bivallum panamense ingår i släktet Bivallum och familjen Rhytismataceae.   Inga underarter finns listade i Catalogue of Life.